# 鳳凰衛視
鳳凰衛視（繁体字中国語: 鳳凰衛視投資（控股）有限公司、英語: Phoenix Media Investment (Holdings) Limited、SEHK: 2008）は、香港に拠点を置く中国語圏向け民間衛星テレビ局である。2018年3月7日までの旧社名は「鳳凰衛視控股有限公司（英語: Phoenix Satellite Television Holdings Limited）」。
英語では主に「Phoenix Television（またはPhoenix TV、Phoenix Media）」等を使用しており、これに準じて日本語でも日本の衛星テレビ放送でのチャンネルなど「フェニックステレビ」の表現を使用する例もある。
単に「香港のテレビ局」と呼ばれることも多いが、香港で受信することはできるものの、香港を主要な放送対象とはしない（「非本地電視」）。主に中国政府から指示され、標準中国語と繁体字によって放送しており、「全世界の華人向けのCNN」を目指しているとされる。

## 概要
1991年に放送を開始したスターTV（現STAR）傘下の衛視中文台を前身とし、1996年に独立した。
総合編成の鳳凰衛視中文台 (Phoenix Chinese Channel)、24時間ニュースを放送する鳳凰衛視資訊台 (Phoenix InfoNews Channel)、映画専門の鳳凰衛視電影台 (Phoenix Movie Channel) があるほか、ヨーロッパ向けの鳳凰衛視歐洲台 (Phoenix Chinese News and Entertainment）、北米向けの鳳凰衛視美洲台 (Phoenix North America Chinese Channel) 、香港向けの鳳凰衛視香港台（Phoenix Hong Kong Channel）がある。
東南アジア、ヨーロッパ、南北アメリカ、オーストラリアなど世界150カ国以上で視聴できる。中国だけで推定2億人の視聴者がいるとされる。「中国で最も尊敬される企業」に8年連続で選ばれており、中国を中心に中国語圏で最も有名で人気のある放送局と言ってよい。台湾では放送が許可されていない。
日本では、NHKのBS1が『アジアクロスロード』で放送している「時事弁論会」という討論番組が特に有名である。テレビ朝日とは共同番組を制作するなど協力関係にある。スカパー!プレミアムサービスの「フェニックステレビ（鳳凰衛視）」チャンネルで24時間放送されている。
中国語圏エリート層を視聴者に想定した硬派な番組作りをしている。台湾政治の報道にかなり力を入れているが、論調は中国当局寄りと評される（たとえば、台湾の中華民国総統に対しては、呼び捨てか「台湾地区領導人（指導者）」と呼び替えるなど）。いずれも激しい陳水扁批判で知られる陳文茜（元民進党立法委員）や趙少康（元国民党立法委員、現在新党籍）も政治評論番組をもっている。キャスターにも数多くの台湾出身者がいる。
主席兼行政総裁（会長兼CEO）は劉長楽 (Liu Changle)。劉は人民解放軍出身で、中央人民広播電台の軍事部、石油関連のビジネスを経て鳳凰衛視を立ち上げている 。

## 沿革
- 1996年3月、正式放映開始（中文台）。
- 2000年6月、香港証券取引所に上場。
- 2001年1月、ニュース専門チャンネル（資訊台）と北米向けチャンネル（美洲台）の放送開始。
- 2001年、中国政府から衛星事業やケーブルテレビ事業の分野で中国大陸への参入を許可され、中国中央電視台 (CCTV) と共同で新会社を設立。
- 2011年3月28日、香港向けの広東語チャンネル（香港台）の放送を開始。

## 各地域・国での放送

### 主に中国国内向けとする放送
主に中国国内向けを主眼に放送されているチャンネルは下記の通り。但し衛星放送などを通じて世界各地域にも配信されているものもある。
- 鳳凰衛視中文台：1996年放送開始のメインチャンネル。ニュース、スポーツ、音楽、映画など総合的に扱う。現在59カ国以上
- 鳳凰衛視資訊台：24時間ニュース解説報道チャンネル。
- 鳳凰衛視電影台（英語：Phoenix Movies Channel）：1998年放送開始の映画専門チャンネル。
- 鳳凰衛視香港台（英語：Phoenix Hong Kong Channel）：2011年開始の香港及びその周辺地域向け広東語チャンネル。

### 欧州
- Phoenix Chinese News and Entertainment Channel（中国語：鳳凰衛視歐洲台）：1999年放送開始のヨーロッパ各地域向け中国語チャンネル。ロンドンに拠点を置き、通信衛星ユーテルサットを介して放送されている。

### 北アメリカ
- Phoenix North America Chinese Channel（中国語：凤凰卫视美洲台）：2001年開始の北アメリカ各地域向け中国語チャンネル。ロサンゼルスに拠点を置き、通信衛星エコスター、ディレクTVを介して放送され、アメリカ合衆国とカナダにて地域のケーブルテレビやIP放送を通じて配信されている。

### 日本
日本では、同放送局の中国語番組に関連するCS衛星放送チャンネルが下記の通り存在する。
- スカパー!プレミアムサービスのCh518にて放送されているチャンネル「フェニックステレビ（鳳凰衛視）」。株式会社大富に運営されている。

- 過去にスカイパーフェクTV!（現：スカパー!プレミアムサービス）のCh785にて、亜太メディアジャパン株式会社が運営する「フェニックス チャイニーズ ニューズ」は2002年4月1日より放送開始し、2002年8月1日に「フェニックス チャイニーズ チャンネル」に改名された。その後、同チャンネルは2003年11月1日に「CCTV-9」に変更となり鳳凰衛視の番組取扱は中止となった（その後同チャンネルはMATVムービーアジアに変更し、2012年4月で全放送を終了した）。

#### 主な番組
- 時事弁論会 - 3人の論客により毎回異なるテーマで行われる討論番組。平日12時半～（日本時間13時半～）。NHKのBS1『アジアクロスロード』が毎週1回分を放送していた。
- 時事直通車 - 看板ニュース番組。毎日21:00 - （日本時間22:00 - ）。

#### 日本に関する出来事
- 2005年8月、ジャーナリストの田原総一朗と岡本行夫元首相補佐官が「時事弁論会」に生出演し、日中関係をテーマに討論した。この模様はテレビ朝日系列の『サンデープロジェクト』（テレビ朝日・朝日放送共同制作）でも放送された。
- 2006年7月、『サンデープロジェクト』との共同制作で「中日弁論会」が放送された。田原総一朗と岡本行夫が生出演し「ポスト小泉時代の日本の選択」をテーマに討論した。
- 2007年3月、テレビ朝日の『朝まで生テレビ!』で「徹底討論！日中真の隣国への道〜ドーする日中新時代〜」と題して史上初の日中同時生放送が実施された。この時の中国側テレビ局が鳳凰衛視であり、日本語が堪能なキャスター・黄海波が進行を務めたほか、解説委員・邱震海がパネリストの一人として出演した。
- 2007年6月、日本で初の拠点となる東京支局を開設した。
- 2024年12月、岩屋外務大臣が「風雲対話　Talk with world Leaders」に出演した。

### 韓国
韓国では2016年10月にSBSが代理店となりSBS鳳凰衛視として放送開始。

## 関連する出来事
- 1998年3月、中国・全国人民代表大会の記者会見の席で、鳳凰衛視キャスター呉小莉の質問を受けた朱鎔基首相（当時）が、呉小莉の番組のファンであることを明かし、話題となる。その後、外省系台湾人である呉小莉は看板キャスターとなり、2007年には広東省政府の助言機関である政治協商会議委員に就き（台湾当局から処罰を受ける）、2008年北京五輪の聖火ランナーにも選ばれた。
- 2001年9月、江沢民国家主席（当時）がアメリカ同時多発テロの第一報を鳳凰衛視のニュースで知り、ブッシュ米大統領に直接電話。これが、各国首脳のブッシュにあてた電話の最初の1本であった。
- 2007年8月、鳳凰衛視が中国大陸各地で一時的に視聴できない事態が発生。表向きの理由は、地方のケーブルテレビ局が無断放映したことに対する中国当局の粛正措置とされたが、党大会を前にしたメディア規制とも、国営テレビの保護が目的とも噂された。
- 2007年8月、ネグロポンテ米国務副長官に対する単独インタビューで「台湾の国連加盟に関する国民投票に反対する」という発言を引き出し、各国メディアに大きく報道される。
- 2008年12月4日、台湾の馬英九総統が中国大陸の住民向けに生放送で談話を発表した。この生放送は、鳳凰衛視と台湾の政府系ラジオ局（中央廣播電台、RTI=Radio Taiwan International）が提携し、同ラジオ局がインタビューして鳳凰衛視公式サイト上で流すという形で実現した。台湾総統の声と映像が中国のサイト上で生放送されたのは初めてで、馬総統が「私は中華民国の総統」と何度も発言したところも放送された。しかし、ホームページ上で談話を紹介した記事では「台湾地区領導人（指導者）」と紹介され、発言内容から「中華民国」や「総統」の文字も削除もしくは書き換えられた。
- 2009年12月、「中国で最も尊敬される企業」を8年連続で受賞[5]。